# Pramac Racing
Het Pramac Racing Team is een team dat uitkomt in de MotoGP. Het team ook bekend als het Prima Pramac team. Het Pramac team is het tweede Yamaha team in de MotoGP, het andere team is het Yamaha Factory Racing fabrieksteam. De huidige coureurs zijn de Australiër Jack Miller en de Portugees Miguel Oliveira